# 三重秘傳
三重秘傳是指佛所領悟的最高教導——一念三千法門，不在爾前經而在《法華經》。《法華經》之中亦不在迹門而在本門，而且在本門中亦不在文上，而秘沉在壽量品的文底之中。

註：此名相非真實佛經所出，乃日本人所創設的教派的論著，雖用《法華經》名相，但所言皆自創。

三重是指五重相對中的權實相對、本迹相對、種脫相對。所以，秘沉於法華經壽量品文底的事之一念三千的南無妙法蓮華經，是末法眾生成佛的法。而三重秘傳這名稱是由日寬上人創立的。其出處是依開目抄中：「一念三千的法門只秘沉於《法華經》本門〈壽量品〉的文底。龍樹、天親雖然知道，並未有加以揭示，只有我天台智者識存於心。」（日文御書全集一八九頁）日寬上人指出該文中「只秘沉於《法華經》」是權實相對、「本門、壽量品」是本迹相對，「文底秘沉」是種脫相對。
首先就從權實相對來看一念三千的法門。在《法華經》以前的諸經雖有十界的名字，但各界是獨自存在，互不相關，佛界和其他九界是完全分離的。由於並非十界互具，所以未有說出一念三千。相反，在《法華經》前半的十四品門中，說明了十界互具的意義。而且，在《法華經》方便品第二中說出十如是，再加上十界互具而明示出百界千如。到此一切眾生能成佛的事，在理論上大致已經說明出來，所以《法華經》迹門的法門稱為「迹門理之一念三千」。然而，在《法華經》迹門中雖然說百界千如，那只不過是說出一切眾生能夠成佛的可能性，但事實上並沒有說出佛的境界。來到《法華經》本門壽量品才初次說出佛生命的長遠和佛常住的國土，說出久遠常住的佛的真實姿態。而且，在壽量品中說出娑婆世界才是佛常住的國土，因此而令三世間齊備，加上門的百界千如而初次完成一念三千的法門。因此，通過佛的具體姿勢來說出一切眾生的成佛，《法華經》本門所說的一念三千法門是「本門事之一念三千」。
然而，釋尊所說的《法華經》本門，是令在久遠往昔接受過釋尊下種的眾生得脫，產生利益，所以是脫益的佛法。對於那些沒有接受過下種，與釋尊無緣的末法眾生卻沒有利益。在末法，需要具備下種利益，同時又能夠即時使其得脫的下種益的佛法。末法的下種益佛法是秘沉於本門壽量品文底，日蓮大聖人將之顯現為三大秘法的南無妙法蓮華經。這壽量品文底的南無妙法蓮華經稱為「文底獨一本門事之一念三千」，其當體就是本門戒壇的大御本尊。面對「文底獨一本門事之一念三千」的南無妙法蓮華經，《法華經》的「迹門理之一念三千」和「本門事之一念三千」不外是說明南無妙法蓮華經的理，所以同樣可以名之為「理之一念三千」。